# Tchussovoi
Tchussovoi (em russo:  Чусовой) é uma cidade na Rússia, o centro administrativo de um raion do Krai de Perm. 